# Melanochyla condensata
Melanochyla condensata är en sumakväxtart som beskrevs av K.M. Kochummen. Melanochyla condensata ingår i släktet Melanochyla och familjen sumakväxter. Inga underarter finns listade i Catalogue of Life.